# Кхель Лаугеруд Гарсіа
Кхель Еугеніо Лаугеруд Гарсія (ісп. Kjell Eugenio Laugerud García; 24 січня 1930 — 9 грудня 2009) — гватемальський державний діяч, генерал, президент у 1974–1978 роках.

## Життєпис
Лаугеруд був сином норвежця та гватемалки.
Військову підготовку проходив у США (Форт Беннінг, Джорджія та командно-штабний коледж Форт Лівенворт, Канзас). З 1965 року був військовим аташе у США та представляв свою країну у Міжамериканській раді оборони (1968–1970). За президентства Карлоса Арани Лаугеруд був начальником штабу армії та міністром оборони.
Вибори у березні 1974 року, коли його було обрано президентом Гватемали, було затьмарено насильством та звинуваченнями у шахрайстві. За часів його правління Гватемала пережила катастрофічний землетрус 4 лютого 1976 року, провал плану приєднання Белізу, було розірвано дипломатичні відносини з Панамою. Після того як 1977 року адміністрація Картера опублікувала критичну доповідь щодо стану забезпечення прав людини у Гватемалі, Лаугеруд заявив, що країна більше не буде приймати американську військову допомогу. Насправді Гватемала отримала кошти, які вже було виділено на той рік, а згодом звернулась до інших країн, таких як Ізраїль, Іспанія, Бельгія, Швеція, Тайвань та Югославія, з проханням про військову допомогу й постачання озброєння.
Незадовго до завершення терміну його повноважень Лаугеруд стикнувся із наслідками протистояння між індіанцями кекчі та військовими у Пансосі, коли останні убили 53 цивільні особи і ще 47 було поранено.